# ナタン・マルケロ
ナタンヘロ・アレクサンドロ・マルケロ（Nathangelo Alexandro Markelo、1999年1月7日 - ）は、オランダ・フローニンゲン出身のサッカー選手。SBVエクセルシオール所属。ポジションはディフェンダー。

## クラブ経歴
オランダのフローニンゲンに生まれる。
2017年、当時FCフォレンダムでプレーしていた時にエヴァートンFCにスカウトされた。
2020年7月27日、エールディヴィジのFCトゥウェンテに1シーズンの契約でレンタル移籍した。
2021年8月、ヨングPSVに移籍した。
2022年7月9日、SBVエクセルシオールに3年契約で移籍した。